# 3ds
.3ds – format plików używany przez oprogramowanie Autodesk 3ds Max, przeznaczony do modelowania i animacji 3D.
Był macierzystym formatem plików pierwszych wydań Autodesk Studio DOS (wersje od 1 do 4). Z biegiem czasu rozwinął się do standardowego formatu, umożliwiającego przechowywanie wirtualnych modeli przestrzennych oraz ich eksport do różnych programów 3D.

## Struktura
3ds to binarny format plików, dlatego jest mniejszy i szybszy w ładowaniu niż popularne, tekstowe pliki.
Oparty jest na hierarchicznej strukturze "klocków" (chunks), w której każdy fragment danych jest osadzony w bloku zawierającym identyfikatory odpowiednich "klocków" i rozmiary danych. Pozwala to parserom pominąć te kawałki, których nie rozpoznają oraz zapewnia możliwość rozszerzenia formatu.
Takie rozwiązanie zbliżone jest do struktury plików xml - DOM.
Pierwsze dwa bity "klocka" reprezentują jego ID, dzięki któremu parser identyfikuje odpowiednie fragmenty i decyduje, czy je pominąć czy nie. Następne cztery bity odpowiadają za rozmiar danego kawałka (integer zapisany w little-endian). 
```
0x4D4D
 
// Main Chunk

├─
 
0x3D3D
 
// 3D Editor Chunk

│
  
├─
 
0x4000
 
// Object Block

│
  
│
  
├─
 
0x4100
 
// Triangular Mesh

│
  
│
  
│
  
├─
 
0x4110
 
// Vertices List

│
  
│
  
│
  
├─
 
0x4120
 
// Faces Description

│
  
│
  
│
  
│
  
├─
 
0x4130
 
// Faces Material

│
  
│
  
│
  
│
  
└─
 
0x4150
 
// Smoothing Group List

│
  
│
  
│
  
├─
 
0x4140
 
// Mapping Coordinates List

│
  
│
  
│
  
└─
 
0x4160
 
// Local Coordinates System

│
  
│
  
├─
 
0x4600
 
// Light

│
  
│
  
│
  
└─
 
0x4610
 
// Spotlight

│
  
│
  
└─
 
0x4700
 
// Camera

│
  
└─
 
0xAFFF
 
// Material Block

│
     
├─
 
0xA000
 
// Material Name

│
     
├─
 
0xA010
 
// Ambient Color

│
     
├─
 
0xA020
 
// Diffuse Color

│
     
├─
 
0xA030
 
// Specular Color

│
     
├─
 
0xA200
 
// Texture Map 1

│
     
├─
 
0xA230
 
// Bump Map

│
     
└─
 
0xA220
 
// Reflection Map

│
        
│
  
/* Sub Chunks For Each Map */

│
        
├─
 
0xA300
 
// Mapping Filename

│
        
└─
 
0xA351
 
// Mapping Parameters

└─
 
0xB000
 
// Keyframer Chunk

   
├─
 
0xB002
 
// Mesh Information Block

   
│
   
├─
 
0xB010
 
// Object Name

   
│
   
├─
 
0xB013
 
// Object Pivot Point

   
│
   
├─
 
0xB020
 
// Position Track

   
│
   
├─
 
0xB021
 
// Rotation Track

   
│
   
├─
 
0xB022
 
// Scale Track

   
│
   
└─
 
0xB030
 
// Hierarchy Position

   
├─
 
0xB007
 
// Spot Light Information Block

   
└─
 
0xB008
 
// Frames (Start and End)

```

## Cechy
Obecnie format .3ds jest uważany za niezbyt dogodny i elastyczny do pracy z obiektami 3D. Przede wszystkim z powodu kilku wad:
- wszystkie siatki muszą być zbudowane z trójkątów
- nazwy plików tekstur są ograniczone do formatu SFN (short filename).
- liczba wierzchołków i wielokątów nie może przekraczać 65536
- nazwy obiektów, świateł i kamery nie mogą zawierać więcej niż 10 znaków
- nazwy materiałów są ograniczone do 16 znaków
- format nie obsługuje kierunkowego źródła światła.

Obecnie .3ds coraz częściej zastępowane jest takimi formatami jak: .obj, .x., .cae i inne.